# 샤파크 파베이

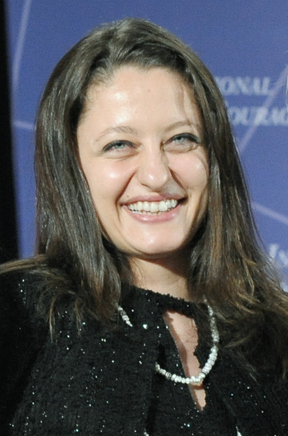
샤파크 파베이

샤파크 파베이(튀르키예어: Şafak Pavey, 혼전 성씨: 외날(Önal), 1976년 7월 10일 ~ )는 터키의 외교관, 칼럼니스트, 정치인이다. 공화인민당원인 그는 이스탄불 국회의원을 지낸 바 있으며, 터키 최초의 장애인 여성 출신 국회의원이다.

## 생애
1976년 7월 10일에 앙카라에서 기자 겸 작가인 샤힌 외날과 아이셰 외날 부부의 딸로 태어났으며, 1994년에 남편과 함께 스위스로 이주하여 예술과 영화를 전공했지만 1996년에 취리히에서 열차 사고를 당하면서 왼쪽 팔과 왼쪽 다리를 잃었다. 1997년에 교육을 받기 위해 영국 런던으로 이주했다. 웨스트민스터 대학교에서 국제 관계를 전공했으며 런던 정치경제대학교 대학원 과정을 졸업했다.
유엔 난민 기구에서 근무하면서 알제리, 이집트, 이란, 레바논, 시리아를 비롯한 여러 국가의 대외 관계 및 인도주의 원조를 담당했으며, 헝가리에서 유엔 난민기구 중앙유럽 대표부 대변인으로 근무했다. 또한 유엔 인권 고등판무관 사무소에서 인권 조약 기구 사무국장을 역임했다. 유엔 장애인권리위원회 소속이기도 한 그는 2012년 미국 국무부로부터 국제 용기 있는 여성상을 수여받았다. 2017년 9월 15일 건강상의 이유로 국회의원직을 사퇴하였다.